# Universität Wageningen
Die Universität Wageningen (niederländisch Wageningen Universiteit) ist eine Universität in den Niederlanden mit Sitz in der Stadt Wageningen. Sie ist spezialisiert auf die Lebenswissenschaften im weitesten Sinne und Gründungsmitglied der Euroleague for Life Sciences.

## Studiengänge
Das Studium besteht aus zwei Teilen: dem Bachelor of Science-Studiengang (BSc) mit einer Dauer von drei Jahren, gefolgt durch den Master of Science-Studiengang (MSc) mit einer Dauer von zwei Jahren. Die Wageningschen Studiengänge unterliegen keinem Numerus Fixus. Spätestens ab dem Masterstudiengang (viertes und fünftes Jahr, je nach Studiengang auch früher) ist der Unterricht komplett auf Englisch.
Die Liste aller Bachelor- und Master-Studiengänge:

### Gesellschaft & Ökonomie
- BSc Unternehmens- und Konsumentenwissenschaften
- BSc Wirtschaft und Politik
- BSc Internationale Entwicklungsstudien
- BSc Kommunikationswissenschaften
- BSc Gesundheit und Gesellschaft
- MSc Applied Communication Science
- MSc Development and Rural Innovation
- MSc Health and Society
- MSc International Development Studies
- MSc Management Economics and Consumer Studies

### Technologie & Ernährung
- BSc Agrotechnologie
- BSc Biotechnologie
- BSc Lebensmitteltechnologie
- BSc Molekulare Lebenswissenschaften
- BSc Ernährung und Gesundheit (Numerus Fixus seit 2013)
- MSc Bioinformatics
- MSc Biosystems Engineering
- MSc Biotechnology
- MSc Food Quality Management
- MSc Food Safety
- MSc Food Technology
- MSc Molecular Life Sciences
- MSc Nutrition and Health (Numerus Fixus seit 2013)
- MSc Sensory Science

### Umwelt & Landschaft
- BSc Boden, Wasser, Atmosphäre
- BSc Waldnutzung und Naturschutz
- BSc Internationales Land- und Wassermanagement
- BSc Landschaftsarchitektur und Raumordnung
- BSc Umweltwissenschaften
- BSc Tourism
- MSc Climate Studies
- MSc Earth and Environment
- MSc Environmental Sciences
- MSc Forest and Nature Conservation
- MSc Geographical Information Management and Applications
- MSc Geo-Information Science
- MSc International Land and Water Management
- MSc Landscape Architecture and Planning
- MSc Leisure, Tourism and Environment
- MSc Urban Environmental Management

### Biologie, Pflanzen & Tiere
- BSc Biologie
- BSc Tierwissenschaften
- BSc Pflanzenwissenschaften
- MSc Animal Sciences
- MSc Aquaculture and Marine Resource Management
- MSc Biology
- MSc Organic Agriculture
- MSc Plant Biotechnology
- MSc Plant Sciences

## Wageningen University and Research Centre

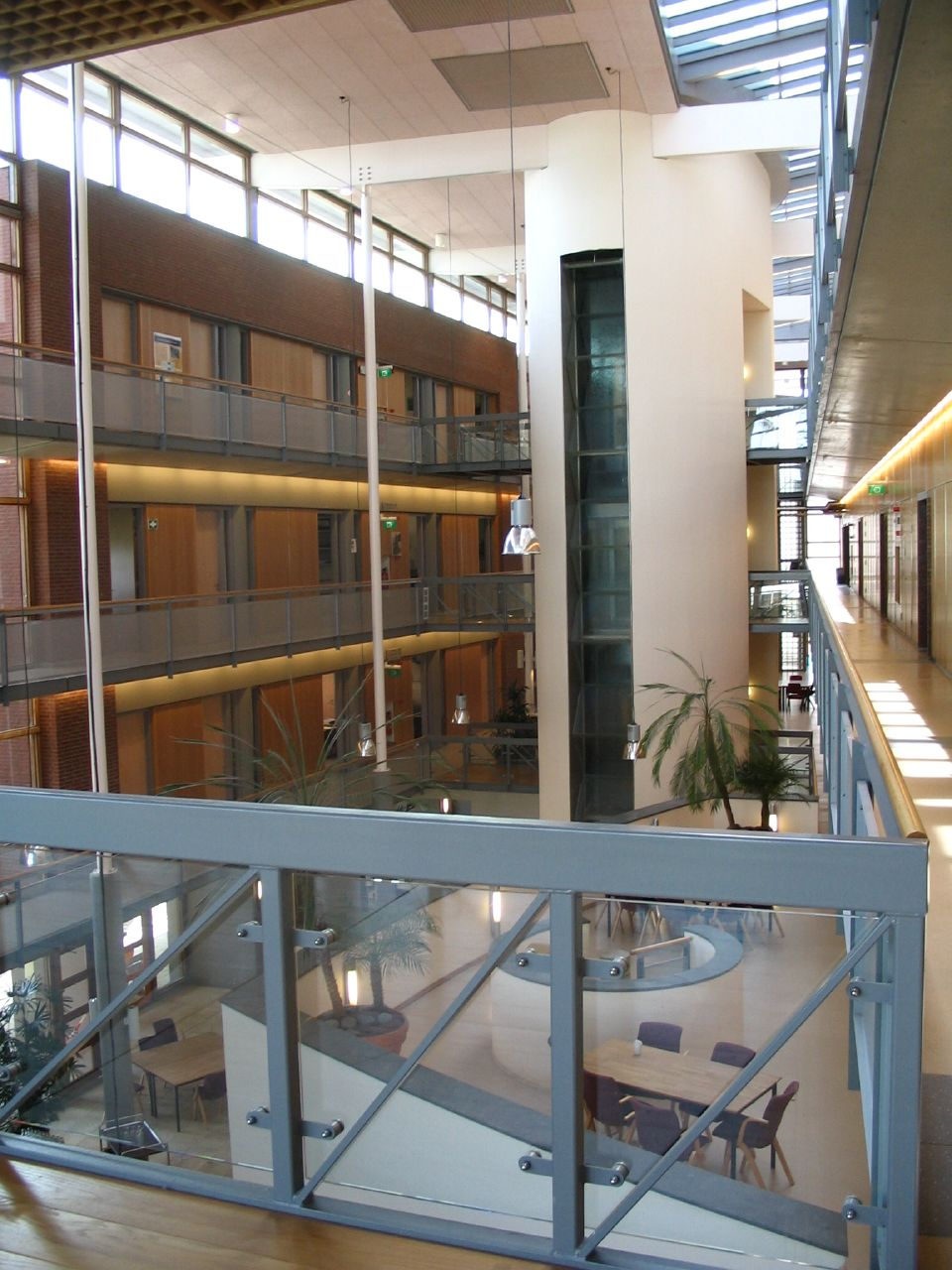

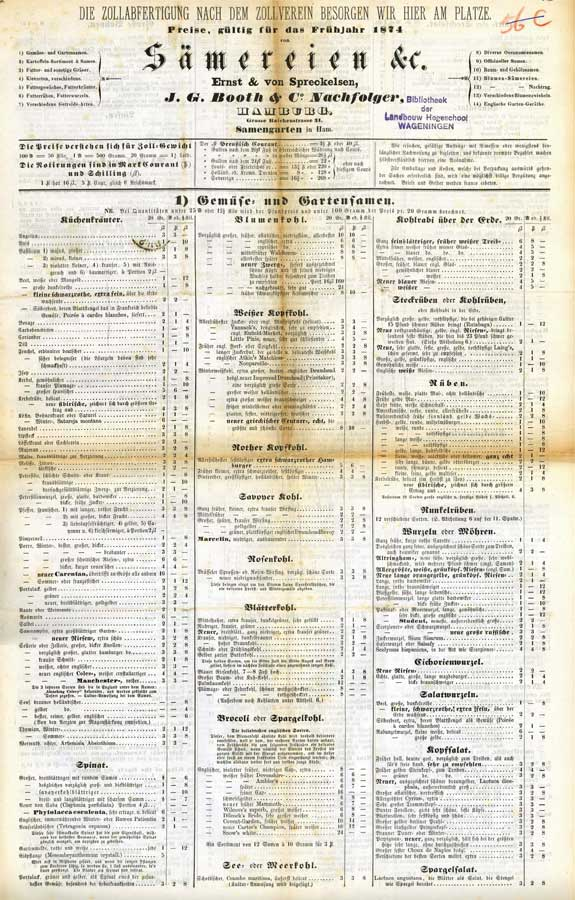
Mit Eigentümer-Stempel der „Bibliotheek der Landbouw Hogeschool“: Preisliste des Samenzüchters Ernst & von Spreckelsen von 1874

1918 wurde die Landbouw Hogeschool Wageningen gegründet und 1986 in Landbouwuniversiteit Wageningen umbenannt. Im Jahr 2000 wurde das Universitäts- und Forschungszentrum Wageningen (Wageningen Universiteit en Researchcentrum oder einfach Wageningen UR oder „WUR“) gegründet, das aus einer Zusammenarbeit der Universität Wageningen, der Van-Hall-Larenstein-Fachhochschule und verschiedenen holländischen Forschungsinstituten besteht. Das ganze Zentrum zählt heute über 8500 Studenten und 7400 Angestellte.

## Partneruniversitäten
Die Universität unterhält Partnerschaften mit Universitäten weltweit; einige der bedeutendsten Partnerschaften in Europa sind in der Euroleague for Life Sciences zusammengeschlossen:
- die Königliche Veterinär- und Landwirtschaftsuniversität (seit 2007 Umweltwissenschaftliche Fakultät der Universität Kopenhagen)
- die Universität Hohenheim
- die Tschechische Agraruniversität Prag
- die Schwedische Universität für Agrarwissenschaften Uppsala
- die Landwirtschaftliche Universität Warschau
- die Universität für Bodenkultur Wien

## Internationaler Vergleich
In der Bewertungsliste Times: Higher Education World University Rankings 2015–2016 belegte die Universität Wageningen Platz 49 im globalen Vergleich von 400 untersuchten Universitäten. Sie war damit die beste Universität der Niederlande.